# Joceline Lega
Pour les articles homonymes, voir Lega.
Joceline Claude Lega est une normalienne, physicienne et mathématicienne française, spécialisée dans la dynamique non linéaire (mathématiques appliquées).
Elle est professeure aux départements de mathématiques, de mathématiques appliquées, d'épidémiologie et de biostatistique de l'université de l'Arizona, aux États-Unis.
Elle est membre du conseil d'administration de la revue britannique Physica D et membre de l'institut inter-disciplinaire Bio5, spécialisé dans les problèmes de santé et d'environnement.
Son équipe obtient en 2015 la médaille d'or au concours organisé par la Defense Advanced Research Projects Agency (DARPA) sur le virus du chikungunya.

## Biographie

### Formation et carrière en France
Originaire de Nice, Joceline Lega réussit le concours d'entrée à l'École Normale Supérieure de Paris en physique, où elle étudie de 1984 à 1988. Elle obtient aussi une licence et une maîtrise en physique à l'université Pierre-et-Marie-Curie en 1985. Elle obtient un doctorat en physique théorique en 1989, à l'université Nice-Sophia-Antipolis. Sa thèse s'intitule : Défauts topologiques associés à la brisure de l'invariance de translation dans le temps.
À la suite de sa thèse, elle devient chercheuse au Centre national de la recherche scientifique (CNRS), à l'université de Nice-Sophia-Antipolis puis l'Institut non linéaire de Nice.

#### Carrière en Arizona
Joceline Lega commence à collaborer avec le département de mathématiques de l'université d'Arizona, d'abord en effectuant un post-doctorat là-bas, puis en y étant accueillie en tant que professeure assistante (Visiting Assistant Professor…) pendant plusieurs années (de 1994 à 1997).
En 1997, elle est embauchée à l'université de l'Arizona en tant que professeure assistante en mathématiques, puis est rapidement promue au poste de professeure associée dans le cadre d'un parcours de tenure en 2000 (contrat de titularisation). À la fin de son tenure-track en 2006, elle est promue professeure ordinaire au département de mathématiques. Elle enseignera également dans le département d'épidémiologie et de biostatistique. 
Au cours de sa carrière en Arizona, elle est successivement directrice du programme de sciences intégrées (de 2008 à 2011) et de l'institut de mathématiques et d'éducation (de 2009 à 2013). Depuis 2016, elle est directrice associée du programme postdoctoral en mathématiques.
Depuis 2019, elle est également membre de l'institut BIO5, un institut interdisciplinaire qui encourage la collaboration de chercheurs en science, ingénierie, informatique, biomédecine, pharmacie, ou encore en agriculture afin de créer des solutions aux problèmes de santé et d'environnement.
Son équipe obtient en 2015 la médaille d'or au concours organisé par la Defense Advanced Research Projects Agency (DARPA) sur le virus du chikungunya.
En 2024, elle est membre du conseil d'administration de la revue britannique Physica D.

## Prix et distinctions
- 2000 : prix de la Fondation nationale pour la science (NSF)[7].
- 2004 : membre de l'Institut of physics de Londres[8].
- 2006 : prix Lovelock du département de mathématique de l'université d'Arizona[9].
- 2015 : médaille d'or, avec son équipe, au concours de prévision du virus du Chikungunya[10],[11] organisé par l'agence de recherche DARPA (Defense advanced research project agency)[12].
- 2017 : membre de l'Association américaine pour l'avancement de la science (AAAS)[3].

## Publications
- (en) P. Coullet, L. Gil et J. Lega, « Defect-mediated turbulence », Physical Review Letters, vol. 62, no 14,‎ 3 avril 1989, p. 1619–1622 (ISSN 0031-9007, DOI 10.1103/PhysRevLett.62.1619, lire en ligne, consulté le 8 février 2024)
- (en) P. Coullet, J. Lega, B. Houchmanzadeh et J. Lajzerowicz, « Breaking chirality in nonequilibrium systems », Physical Review Letters, vol. 65, no 11,‎ septembre 1990, p. 1352–1355 (ISSN 0031-9007, DOI 10.1103/PhysRevLett.65.1352, lire en ligne, consulté le 8 février 2024).
- (en) S. Ciliberto, P. Coullet, J. Lega et E. Pampaloni, « Defects in roll-hexagon competition », Physical Review Letters, vol. 65, no 19,‎ 5 novembre 1990, p. 2370–2373 (ISSN 0031-9007, DOI 10.1103/PhysRevLett.65.2370, lire en ligne, consulté le 8 février 2024).
- (en) J. Lega, J. V. Moloney et A. C. Newell, « Swift-Hohenberg Equation for Lasers », Physical Review Letters, vol. 73, no 22,‎ 28 novembre 1994, p. 2978–2981 (ISSN 0031-9007, DOI 10.1103/PhysRevLett.73.2978, lire en ligne, consulté le 8 février 2024).
- (en) J. Lega et T. Passot, « Hydrodynamics of bacterial colonies: A model », Physical Review E, vol. 67, no 3,‎ 13 mars 2003 (ISSN 1063-651X et 1095-3787, DOI 10.1103/PhysRevE.67.031906, lire en ligne, consulté le 8 février 2024).
- (en) Sara Y. Del Valle, Benjamin H. McMahon, Jason Asher, Richard Hatchett et Joceline C. Lega, « Summary results of the 2014-2015 DARPA Chikungunya challenge », BMC Infectious Diseases, vol. 18, no 1,‎ 30 mai 2018, p. 245 (ISSN 1471-2334, DOI 10.1186/s12879-018-3124-7, lire en ligne, consulté le 27 novembre 2024).
- (en) Joceline Lega et Heidi E. Brown, « Data-driven outbreak forecasting with a simple nonlinear growth model », Epidemics, vol. 17,‎ décembre 2016, p. 19–26 (PMID 27770752, PMCID PMC5159251, DOI 10.1016/j.epidem.2016.10.002, lire en ligne, consulté le 27 novembre 2024).